# Sophie Taeuber-Arp

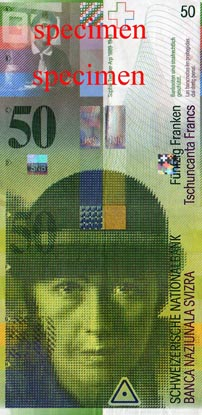
Sophie op een bankbiljet van 50 Zwitserse frank

Sophie Taeuber-Arp (Davos, 19 januari 1889 – Zürich, 13 januari 1943) was een Zwitserse (multi)kunstenaar: ze maakte onder andere textielkunst, schilderijen, marionetten en beeldhouwwerken. Haar werk wordt gerekend tot het dadaïsme en het constructivisme.
Sophie Henriette Gertrude Taeuber was een dochter van de uit Duitsland afkomstige apotheker Emil Taeuber en zijn uit Appenzell (Zwitserland) afkomstige echtgenote Sophie. Na het overlijden van haar echtgenoot in 1891 nam de moeder van Sophie weer de Zwitserse nationaliteit aan en verhuisde met haar kinderen naar het Zwitserse Trogen.

## Werk
Na haar jeugd bezocht Sophie vanaf 1908 de Kunstgewerbeschule in Sankt Gallen. In 1911 zette zij haar studie toegepaste kunst voort, eerst in München aan het Lehr- und Versuchs-Atelier für angewandte und freie Kunst (Debschitz-Schule) daarna - tot 1913 - in Hamburg. In 1915 vestigde zij zich in Zürich, waar zij deelnam aan de dada-beweging. Tijdens een verblijf in de kunstenaarskolonie Monte Veritá bij het Italiaanse Ascona, leerde zij vele avantgardistische kunstenaars kennen, onder wie Jean Arp. 
In 1921 troffen Hans Arp en Sophie Taeuber in het Oostenrijkse Tarrenz (Tirol) Hannah Höch kunstenaars als El Lissitzky, Theo van Doesburg, Nelly van Moorsel en László Moholy-Nagy. Taeuber en Arp gingen samenwerken en traden in 1922 in het huwelijk. 
Van 1916 tot 1929 was Taeuber docente aan de Kunstgewerbeschule Zürich. Een van haar leerlingen toen was de Zwitserse textielkunstenares Elsi Giauque.
In 1926 verhuisde het echtpaar naar Parijs. Pendelend tussen Zürich en Parijs werkten zij met Van Doesburg tussen 1927 en 1929 in Straatsburg aan de herinrichting van de rechtervleugel van de Aubette, waarin vele ideeën van De Stijl werden verwerkt. Mede door dit project waren zij in staat in Meudon een nieuwbouwhuis te laten ontwerpen, waar zij van 1929 tot 1940 woonden. Taeuber werd, evenals haar echtgenoot, lid van de kunstenaarsbewegingen Cercle et Carré en de opvolger Abstraction-Création.
Na het uitbreken van de Tweede Wereldoorlog in 1940 vluchtte het echtpaar naar Grasse in het Zuiden van Frankrijk waar ze samen met Sonia Delaunay een kunstenaarskolonie stichtten. Eind 1942 weken zij ten slotte uit naar Zwitserland. Op 13 januari 1943 overleed Sophie Taeuber-Arp in Zürich aan de gevolgen van een koolstofmonoxidevergiftiging.

## Varia

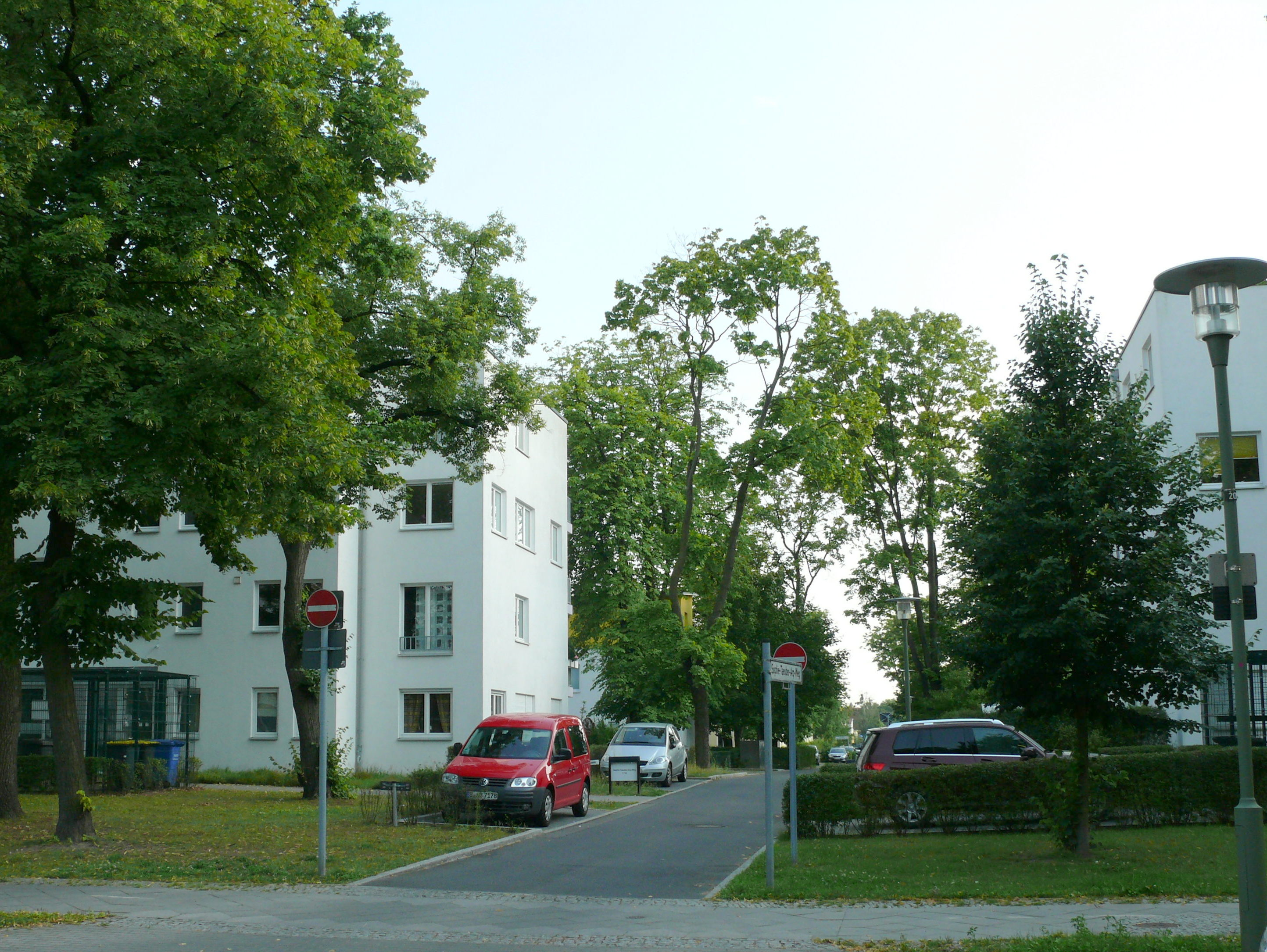
Straatzicht van het Sophie-Taeuber-Arp-Weg, 2012.

- Er zijn verschillende straatnamen vernoemd naar Sophie Taeuber-Arp, zoals de Sophie-Taeuber-Arp-Weg in de Berlijnse buitenwijk Berlin-Lichterfelde.
- Sophie Taeuber-Arp staat afgebeeld op het biljet van 50 Zwitserse frank.
- In het najaar 2024 wijdde Bozar een tentoonstelling aan het werk van het kunstenaarskoppel  Hans/Jean Arp en Sophie Taeuber-Arp. Het Mercatorfonds publiceerde een catalogus i.s.m. Bozar books. [3]

## Galerij

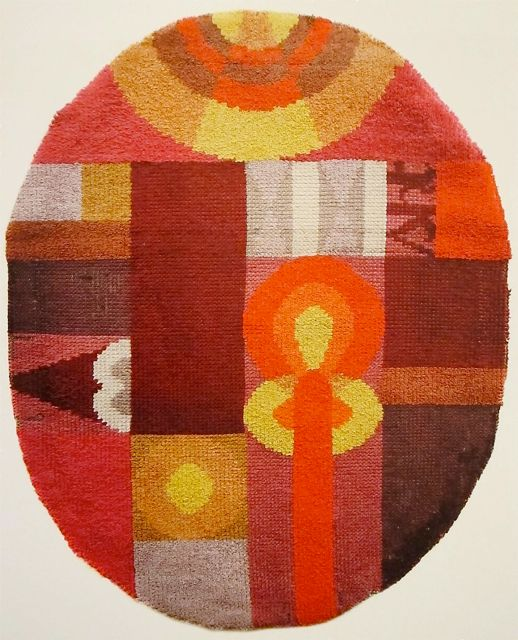
Ovale compositie (1922)
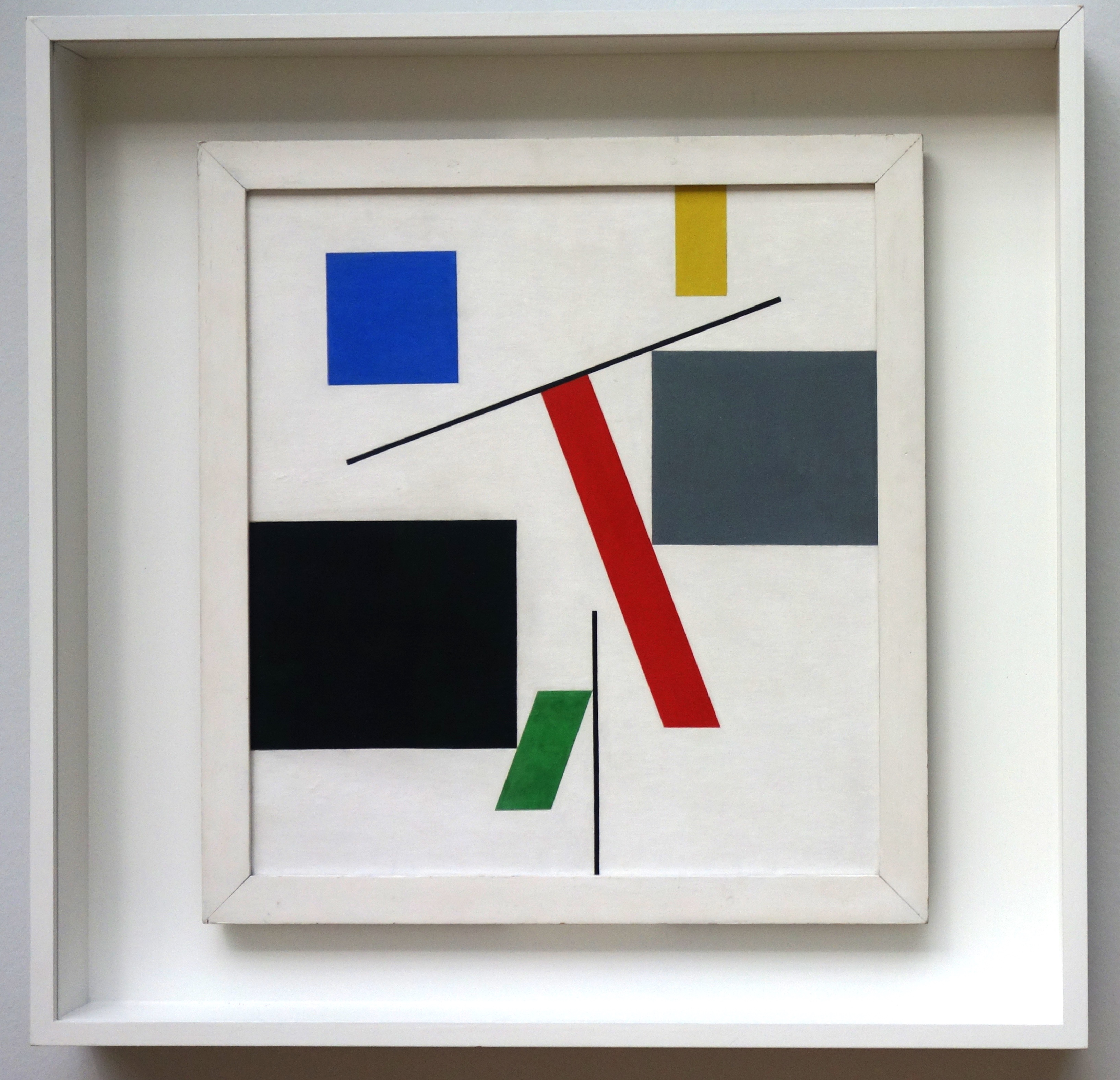
Balans (1932-33)
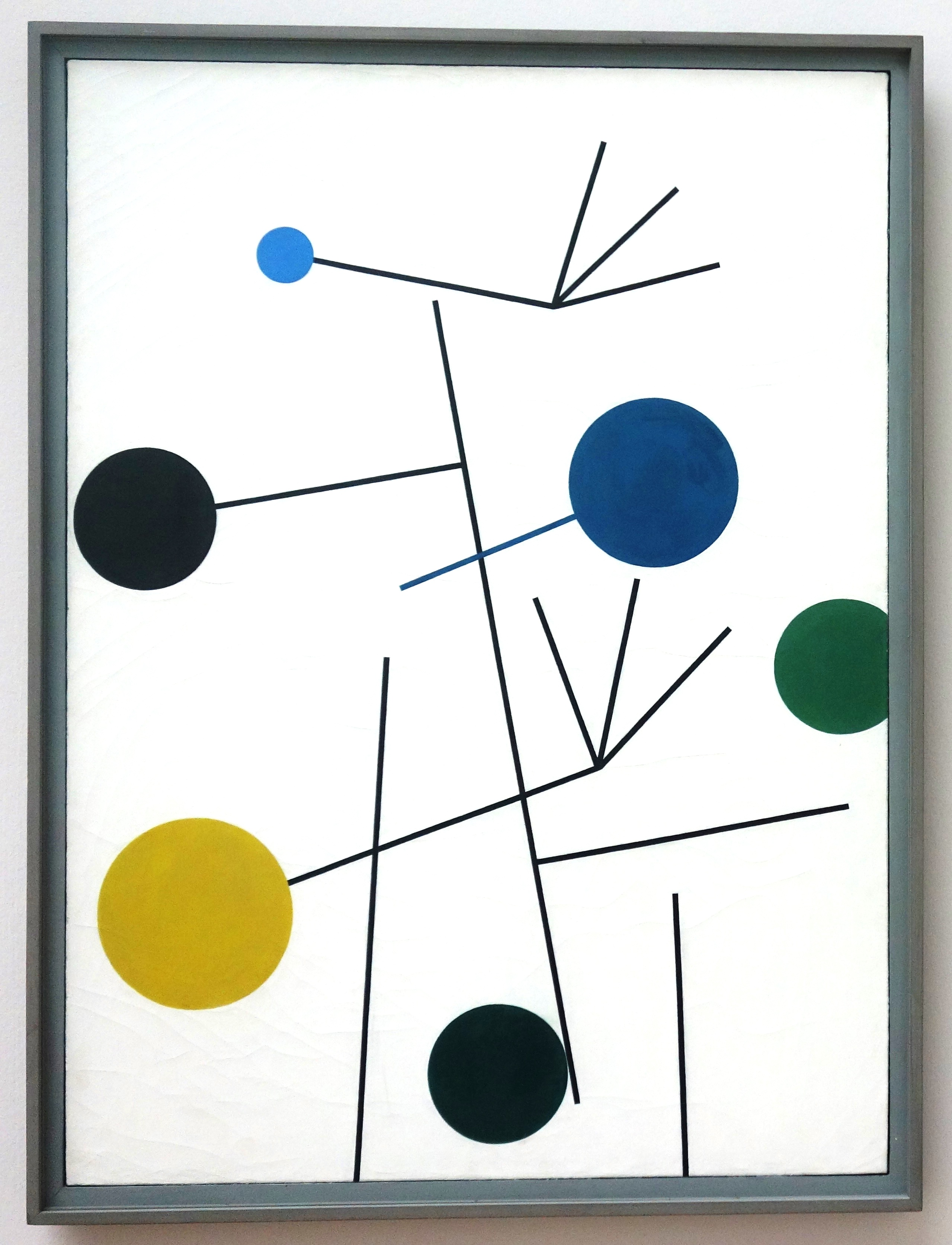
Sorgissant, tombant, adhérant, volant (1934)
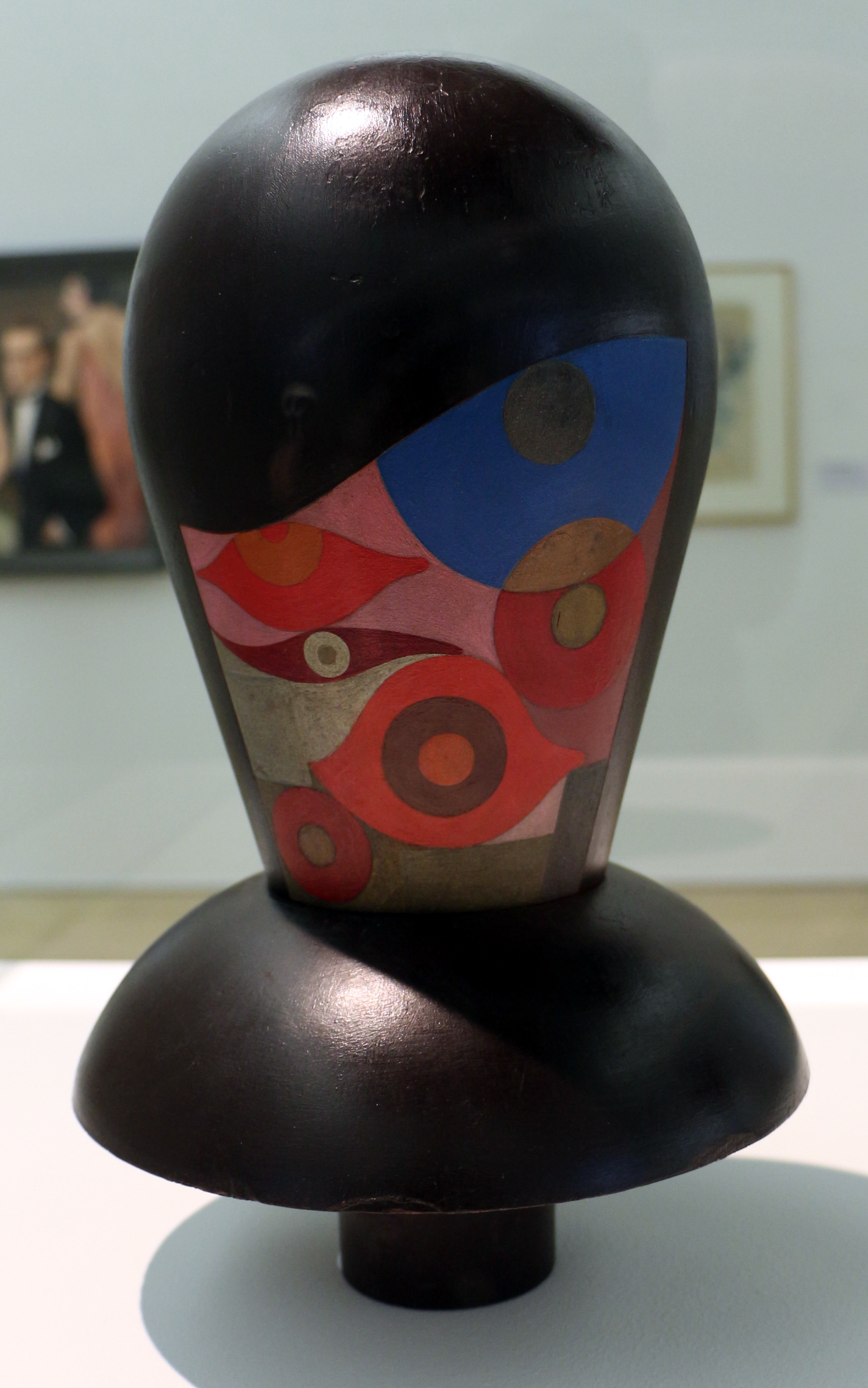
Dada-kop (1918-19)